# 우크라이나 국립우주국

우크라이나 국립우주국(SSAU, 우크라이나어: Державне космічне агентство Украѕни, Derzhavne kosmichne ahentstvo Ukrayiny, ДКАУ, DKAU)은 우주 정책 및 프로그램을 담당하는 우크라이나 정부 기관이다. 소련의 붕괴 이후 우크라이나 방위산업, 안토노우 항공과학기술단지와 함께 우크라이나 국방산업의 주요 국가 복합체이다.
우크라이나 국립우주국은 유인 우주 프로그램을 전문적으로 다루지 않는다. 이는 소련 우주 프로그램의 직접적인 두 자손 중 두 번째이다. 로켓 도시로도 알려진 우크라이나 도시 드니프로는 소련 시대 소련의 우주 로켓 제조 중심지 중 하나였으며, 키이우와 하르키우시는 다양한 기술 지원을 제공했다. 우크라이나의 소련 우주 프로그램의 남은 부분은 자체 우주 기관으로 재편성되었다. 이 기관에는 자체 우주항이 없으며 2014년까지 러시아 연방 우주국(소련 우주 프로그램의 주요 상속자)의 자원에 의존했다.
2010년 12월 9일 이전에 이 기관은 NSAU(Національне космічне агентство Украѕни, НКАУ)로 알려졌다.
2014년 이전에는 카자흐스탄의 바이코누르와 러시아의 플레세츠크 우주기지에서 발사가 이루어졌다. 러시아의 크리미아 합병 이후 씨런치의 부유식 플랫폼에서 발사가 이루어졌는데, 이 플랫폼은 곧 퇴색되었다. SSAU는 키이우에 지상 통제 및 추적 시설을 보유하고 있으며 두나이브치(Khmelnytskyi Oblast)에 통제 센터를 보유하고 있다. 2014년 러시아의 크림반도 점령으로 인해 크림반도 예브파토리아의 다른 시설은 버려져야 했다. 2014년 러시아-우크라이나 전쟁 이후, 이 기관은 협력 노력을 러시아에서 대체 우주 프로그램에 참여하는 것으로 전환하고 있다.
우크라이나 우주선에는 국내외 사용 및 국제 협력을 위한 몇 가지 종류가 포함된다. 우크라이나는 러시아에 군사 위성과 발사체를 공급했는데, 이는 세계적으로도 독특한 관계이다.

## 같이 보기
- 아스날 공장